# Zeit-Strom-Kennlinie

Strom-Zeit-Kennlinie mit Auslösezeiten, Darstellung der Toleranzbänder. Das in diesem Beispiel beschriebene Verhalten wird durch die Kombination zweier Auslöseverfahren – thermischer und magnetischer Auslöser – erreicht.

Eine Zeit-Strom-Kennlinie ist eine Kennlinie, die die Abschaltzeit von Überstromschutzeinrichtungen (z. B. Schmelzsicherungen, Leitungsschutzschalter, selbstrückstellende Sicherungen) bei verschiedenen Stromstärken darstellt.
Um sowohl sehr kurze Abschaltzeiten (bei sehr hohen Stromstärken) als auch lange Abschaltzeiten (bei niedrigen Stromstärken) grafisch darstellen zu können, wird hierfür ein doppeltlogarithmisches Raster verwendet. Die Abszisse definiert typischerweise den auf den Nennstrom normierten Auslösestrom vom 1- bis zum ca. 10.000-Fachen des Nennstromes, die Ordinate die Abschaltzeit von 0,001 s bis 10.000 s.
Alternativ zu diesen Diagrammen kann zur Dimensionierung von Sicherungen für Verbraucher mit hohen Einschaltströmen das Produkt aus dem Quadrat des Stromes I2 und der Zeit t, auch als Schmelzintegral bezeichnet, herangezogen werden. Diese Angabe wird von vielen Sicherungsherstellern getätigt. Der Wert stellt ein Maß für die spezifische Energie dar, die gerade noch nicht zur Auslösung führt, da die Wärmeleistung (Stromwärme) des Sicherungselementes vom Quadrat des Stromes abhängt. Im Gegensatz zur Zeit-Strom-Kennlinie, durch die im Prinzip beliebige Kurvenformen der Zeitabhängigkeit dargestellt werden können, kann durch das nur aus einem Wert ausgedrückte Schmelzintegral nicht das Verhalten bei langen Zeiten, lange im Vergleich zur thermischen Zeitkonstante des Sicherungselements, beschrieben werden. Dafür sind dann zusätzliche Angaben in der Beschreibung notwendig.